# 日本国憲法第1章
日本国憲法 第1章（にほんこくけんぽう だい1しょう）は、日本国憲法の章の一つ。「天皇」の章名で、天皇および国民主権について規定している。第1条から第8条までの8条からなる。

## 構成
- 第1条 天皇の地位・国民主権
- 第2条 皇位の継承
- 第3条 天皇の国事行為に対する内閣の助言と承認
- 第4条 天皇の権能の限界、天皇の国事行為の委任
- 第5条 摂政
- 第6条 天皇の任命権
- 第7条 天皇の国事行為
- 第8条 皇室の財産授受

## 解説
この章は日本独特の章である。天皇を「君主」であると解釈したとして、このように君主について憲法で定義・規定している国は日本以外にあまり見当たらない。立憲君主制の国として、イギリスやスウェーデンが挙げられるが、どちらの国も統一的な憲法典は存在していない。
本章は、「天皇」と題する章であり、当然天皇に関する事項が規定されているが、日本国憲法の基本原理の1つとしての国民主権について第1条に規定される点が重視されている。

## 関連条文
- 日本国憲法前文
- 大日本帝国憲法
- 皇室典範
- 皇室経済法